# Dino Crisis 3
Dino Crisis 3 — компьютерная игра в жанре Action-adventure, разработанная и выпущенная Capcom в 2003 году на приставке Xbox. Игра является третьей и последней в одноимённой серии.
Помимо Xbox игру также планировали выпустить на приставке PlayStation 2, но разработка PS2-версии была прекращена.

## Игровой процесс
Почти на протяжении всей игры игрок управляет персонажем Патриком и только в некоторых местах можно играть за девушку Соню.
По сравнению с прошлыми играми серии количество оружия уменьшилось. Доступно два ружья с шестью различными типами боеприпасов. Также игрок может использовать специальные устройства «WASPS», которые помогают при битве с большим количеством динозавров.

## Сюжет
Действие игры происходит в 2548 году. Прошло больше 300 лет с того момента, как Земля потеряла контакт с космическим кораблём U.N. Ozymandias. Но каким-то образом он вновь появляется около планеты Юпитер. Специальную команду под названием S.O.A.R. (Special Operations And Reconnaissance) отправляют на корабль, чтобы узнать, что на самом деле там произошло.

## Оценки
| Сводный рейтинг | Сводный рейтинг |
| Агрегатор       | Оценка          |
| --------------- | --------------- |
| GameRankings    | 56,99 %         |
| Metacritic      | 51/100          |